# Oceania vicina

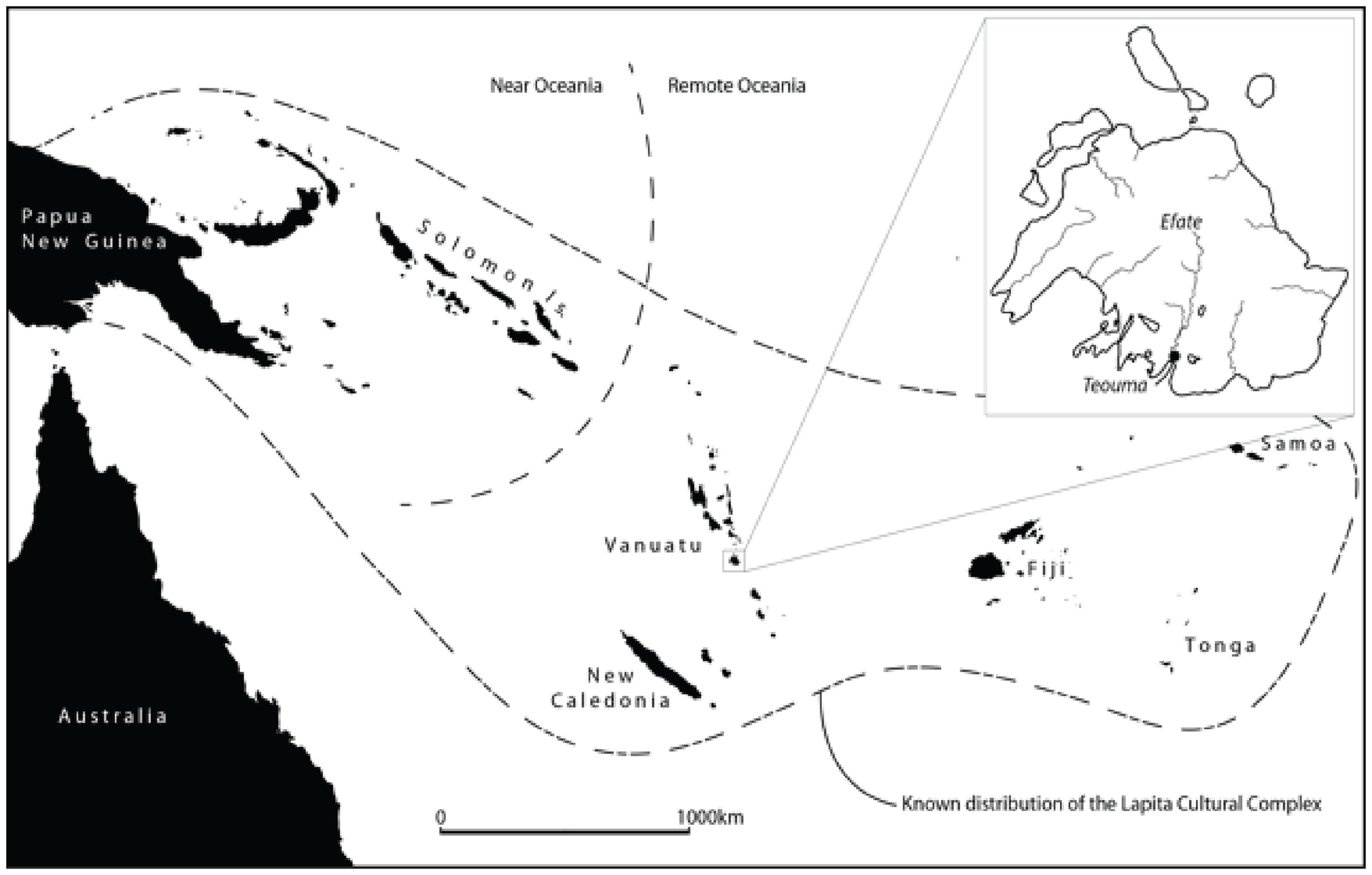
Mappa che evidenzia la distinzione tra Oceania vicina (Near Oceania) e Oceania lontana (Remote Oceania)

L'Oceania vicina è una delle due zone principali dell'Oceania, secondo una nuova classificazione. Il termine è utilizzato in sostituzione dei più diffusi ma meno precisi scientificamente Australasia, Melanesia, Micronesia e Polinesia, e in opposizione a Oceania lontana. Comprende principalmente l'Australia, la Nuova Zelanda, la Nuova Guinea, la Tasmania, l'arcipelago di Bismarck e le Isole Salomone.
Il nome deriva dall'inglese Near Oceania, coniato dagli antropologi Andrew Pawley e Roger Green nel 1973.
Corrisponde alla placca continentale detta Sahul, in inglese Sahul Shelf insieme con le isole e gli arcipelaghi circostanti.
Questa regione biogeografica corrisponde, prima dell'arrivo degli europei, a tre successivi insediamenti umani: gli aborigeni australiani, i papuasidi della Nuova Guinea e infine gli austronesiani, arrivati con la cultura Lapita e che occuparono centri intorno alle Isole dell'Ammiragliato per poi diffondersi, attraverso le Isole Salomone, nell'Oceania lontana.